# طفل من المريخ (فلم)
طفل من المريخ (Martian Child) فيلم دراما كوميدي أمريكي إنتاج 2007 , بطولة جون كيوزاك وأماندا بيت وأنجليكا هيوستن.

## القصة
الممثل جون كيوزاك يقوم بدور «ديفيد» مؤلف قصص الخيال العلمي الذي يرغب في أن يتبنى طفل عمره 6 أعوام بعد وفاة زوجته. لايخفي «دافيد» قلقه من أن يكون الطفل«دنيس» مخلوقا فضائيا قادما من المريخ خاصة بعد حدوث بعض الدلائل التي جعلته يعتقد ذلك لكن «دافيد» يتجاهل تلك الأوهام كما صورها لنفسه ويتجاهل معها النصائح الحكيمة التي تحذره من المتاعب التي سيتلقاها من شقيقته خاصة بعد مواجهة سلسلة من الظواهر الخارقة بأشياء غريبة تقوده إلى الاعتقاد بصحة المزاعم التي جعلته يعتقد أن الصبي «دنيس» قد أتى فعلا من المريخ.

## روابط إضافية
- مقالات تستعمل روابط فنية بلا صلة مع ويكي بيانات